# احمدشاه بیگ
احمدشاه بیگ یک روستا در ایران است که در دهستان خوسف واقع شده‌است.